# كامل الموسى
كامل الموسى لاعب كرة قدم سعودي دولي سابق .

## حياته
من مواليد مكة المكرمة، عام 1983 و لعب في نادي وج و نادي الوحدة انتقل من نادي الوحدة السعودي إلى نادي الهلال السعودي بموجب الإعارة إلى نهاية الموسم عام 2006 وظل مع فريقه الوحدة إلى عام 2010 ثم انتقل إلى نادي الأهلي السعودي و عاد إلى نادي الوحدة في عام 2016 ، يتفائل بالرقم 99 يلعب في خانتي الظهير الأيسر وقلب الدفاع، وانضم إلى المنتخب السعودي في إحدى دورات الخليج، ووصل مع المنتخب أيضاً لنهائي آسيا 2007 ،ومع ناديه الأهلي لنهائي دوري أبطال آسيا 2012.

## الحياة الشخصية
هو شقيق اللاعبين معتز الموسى و كامل الموسى و ربيع الموسى ورضوان الموسى وريان الموسى.

## إنجازاته الكروية
- الميدالية الذهبية لدورة ألعاب التضامن الإسلامي 2005 مع المنتخب السعودي.
- كأس ولي العهد 2006 مع نادي الهلال.
- كأس الملك أعوام 2011, 2012, 2016 مع النادي الأهلي.
- بطولة الجزيرة الدولية 2013 مع النادي الأهلي.
- كأس ولي العهد 2015 مع النادي الأهلي.
- الدوري السعودي للمحترفين 2016 مع النادي الأهلي.

## أعماله الإدارية
- عُيَّن في فبراير 2019 كعضو في لجنة المسابقات بالإتحاد السعودي لكرة القدم.
- في فبراير 2022 تم ترشيحه من قبل رابطة لاعبي كرة القدم السعوديين كعضو في غرفة فض المنازعات ووافق عليها الإتحاد السعودي لكرة القدم.
- عينته إدارة النادي الأهلي في سبتمبر 2022 مديرًا للكرة بالفريق الأول للنادي الأهلي.

## روابط خارجية
- كامل الموسى على موقع قاعدة بيانات كرة القدم.إي يو (الإنجليزية)
- كامل الموسى على موقع ناشيونال فوتبول تيمز (الإنجليزية)
- كامل الموسى على موقع Soccerway.com (الإنجليزية)
- كامل الموسى على موقع كووورة